# Rudolph Moshammer
Rudolph Moshammer, znany także jako Mosi (ur. 27 września 1940 w Monachium, zm. 14 stycznia 2005 w Grünwaldzie pod Monachium) – niemiecki projektant mody, właściciel jednego z najdroższych w Europie butików z modą na Maximillianstrasse w Monachium.
Obok Karla Lagerfelda i Wolfganga Joopa był jednym z najbardziej wziętych niemieckich projektantów mody.

## Życiorys

### Projektant mody
Urodził się w rodzinie dyrektora towarzystwa ubezpieczeniowego Richarda Moshammera i jego żony Else. Uczęszczał do szkoły podstawowej przy Herrnstraße w Monachium, a następnie odbył praktykę w monachijskiej szkole handlowej i hurtowni tkanin Ernst & Knecht. Odbył również staż w domu mody u Christiana Diora w Paryżu. 
Zajmował się modą od lat 60., ściśle współpracując z matką Else Moshammer. Do końca życia matki (zmarła w 1993) pokazywał się publicznie niemal wyłącznie w jej towarzystwie. Odziedziczył po niej działający od 1968 butik „Carnival de Venise” w Monachium, na Maximilianstrasse (jedna z najbardziej prestiżowych ulic świata, porównywana do nowojorskiej „Fifth Avenue”), który uczynił jednym z najbardziej znanych w Niemczech, jedną z atrakcji turystycznych miasta. Jego klientami byli mężczyźni z wyższych sfer z Europy i świata, m.in. Arnold Schwarzenegger, król Szwecji Karol XVI Gustaw, Richard Chamberlain, José Carreras, Thomas Gottschalk, duet iluzjonistów Siegfried & Roy. Do swoich projektów Moshammer wykorzystywał futra naturalne, jedwab i kaszmir.

### Ekscentryczny artysta
Znany w Niemczech jako ekscentryczna osobowość, zwracał uwagę swoim wyglądem (kruczoczarną peruką i wąsami, makijażem, kolorowymi okularami) i sposobem wysławiania się. Po śmierci matki jego towarzyszką w publicznych wystąpieniach stała się suczka yorkshire terier Daisy (Irina de Pittacus), której założył witrynę internetową oraz napisał „autobiografię”. Wielokrotnie występował w programach telewizyjnych, m.in. jako gość popularnych talk-show oraz w serialach telewizyjnych (m.in. Tatort), gdzie odtwarzał samego siebie.
W 2000 roku nawiązał współpracę z zespołem Münchener Zwietracht, z którym nagrał utwór „Moos hamma”. W 2001 roku zgłosił się z muzykami do niemieckich eliminacji eurowizyjnych z utworem „Teilt Freud und Leid”, z którym zajął ostatecznie dziesiąte miejsce.
Moshammer napisał łącznie sześć książek, część z nich stała się bestsellerami:

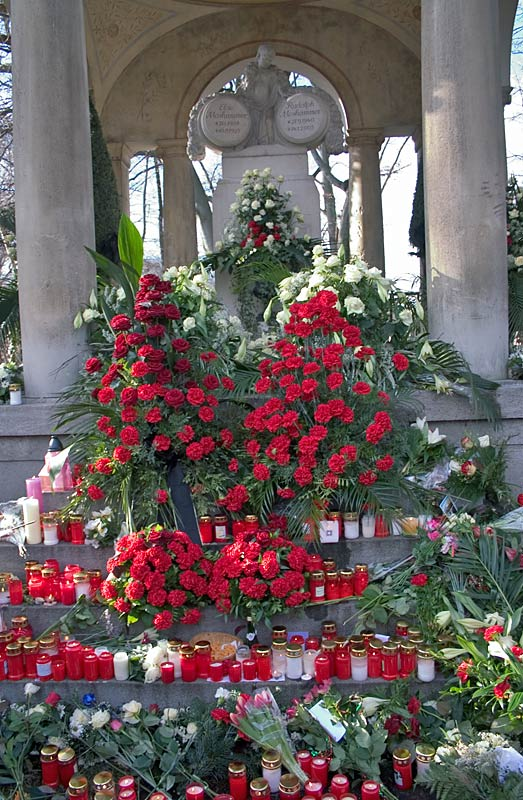
Mauzoleum Rudolpha Moshamera i jego matki Else.

- Mauzoleum Rudolpha Moshamera i jego matki Else.Nicht nur Kleider machen Leute (1993)
- Mama und ich (1995)
- Elegant kochen ohne Schnickschnack. Zurück zum Wesentlichen (1997)
- Ich, Daisy. Bekenntnisse einer Hundedame (1998)
- Mein Christkindlbuch (2000)
- Mein geliebtes München (2002)

### Filantrop
Zaangażował się w pomoc bezdomnym zakładając fundację „Licht für Obdachlose” (Światło dla Bezdomnych). Za działalność charytatywną stacja radiowa Sankt Michaelsbund wyróżniła go nagrodą Martin’s Coat 2000.
Duży rozgłos zyskała londyńska aukcja, na której wystawiono koszulę Napoleona, która towarzyszyła cesarzowi w czasie jego przegranej bitwy pod Waterloo i wraz z transportem została przechwycona przez oddziały pruskie. Odkupiona przez Moshammera od angielskiego biznesmena została sprzedana za 40 630 funtów.

### Śmierć
Rudolph Moshammer został zamordowany w swojej wilii w nocy z 13 na 14 stycznia 2005, jego ciało o godzinie 9:00 zostało znalezione przez pracującego dla niego szofera. Prawdopodobnie zginął uduszony kablem telefonicznym, który znaleziono obok ciała.
16 stycznia 2005 policja niemiecka zatrzymała podejrzanego o morderstwo 25-letniego mieszkającego w Monachium Irakijczyka  Herisch A., który przyznał się do zbrodni. Motywem zabójstwa, podanym przez zatrzymanego, miały być niewypłacone pieniądze – 2000 euro, które miał mu zapłacić Moshammer w zamian za usługi seksualne. 21 listopada 2005 roku został skazany na karę dożywotniego pozbawienia wolności. W styczniu 2023 Irakijczyk został zwolniony z więzienia i deportowany do Bagdadu z dożywotnim zakazem wjazdu na terytorium Niemiec. 
Został pochowany obok matki w rodzinnym mauzoleum na Cmentarzu Wschodnim w Monachium.